# Lebusa
Lebusa är en kommun och ort i Landkreis Elbe-Elster i förbundslandet Brandenburg i Tyskland. Kommunen bildades den 15 december 2001 genom en sammanslagning av de tidigare kommunerna Freileben, Körba och Lebusa. Kommunen ingår i kommunalförbundet Amt Schlieben.